# Volo United Airlines 624
Il volo United Airlines 624 fu un disastro aereo avvenuto il 17 giugno del 1948 nei pressi di Aristes. Operato dalla United Airlines con un Douglas DC-6, immatricolazione NC37506, era un volo di linea da San Diego, in California, con fermate a Los Angeles e Chicago, in rotta verso l'aeroporto LaGuardia di New York. L'aereo, a quattro motori radiali, precipitò alle 13:41 EDM del 17 giugno 1948, provocando la morte di tutti i 4 membri dell'equipaggio e i 39 passeggeri a bordo.

## Passeggeri
Fra le vittime illustri: il produttore e regista Earl Carroll, la sua fidanzata, l'attrice Beryl Wallace, e Henry L. Jackson, editore della rivista Collier's Weekly e co-fondatore dell'Esquire Magazine.

## L'incidente
Il volo 624 proveniente da San Diego aveva appena completato una discesa iniziale di routine come parte del suo avvicinamento nell'area di New York, quando la spia antincendio della stiva di prua si accese, portando l'equipaggio a credere che ci fosse un incendio. Sebbene questo in seguito si rivelò un falso allarme, l'equipaggio decise di scaricare gli estintori contenenti CO2 nella stiva di prua, per cercare di spegnere le eventuali fiamme.
Sebbene la corretta procedura operativa richiedesse l'apertura delle valvole di sfogo della pressione della cabina prima di scaricare le bombole di CO2 per consentire lo sfiato dell'accumulo di gas nella cabina passeggeri e di pilotaggio, non vennero trovate prove che l'equipaggio le avesse aperte. Di conseguenza, il gas CO2 rilasciato filtrò nella cabina di pilotaggio dalla stiva anteriore e apparentemente rese parzialmente inabile l'equipaggio, che mise quindi l'aereo in una discesa di emergenza. Il DC-6 scese troppo in basso e colpì una linea elettrica ad alta tensione, scoppiando in fiamme, quindi abbattendo gli alberi di una collina boscosa.

## Le indagini
Il Civil Aeronautics Board indagò sull'incidente e pubblicò un racconto che descriveva la seguente sequenza di eventi nel suo rapporto finale:
Le indagini hanno rivelato che l'allarme antincendio nel vano di carico era falso.»
(CAB, Final report United Airlines 624, File No. 1-0075-48)
Il CAB concluse con la seguente probabile causa dell'incidente: "il team stabilisce che la probabile causa di questo incidente è stata l'incapacità dell'equipaggio dovuta a una concentrazione di gas CO2 nell'abitacolo".